# 1936

## Esdeveniments
Països Catalans

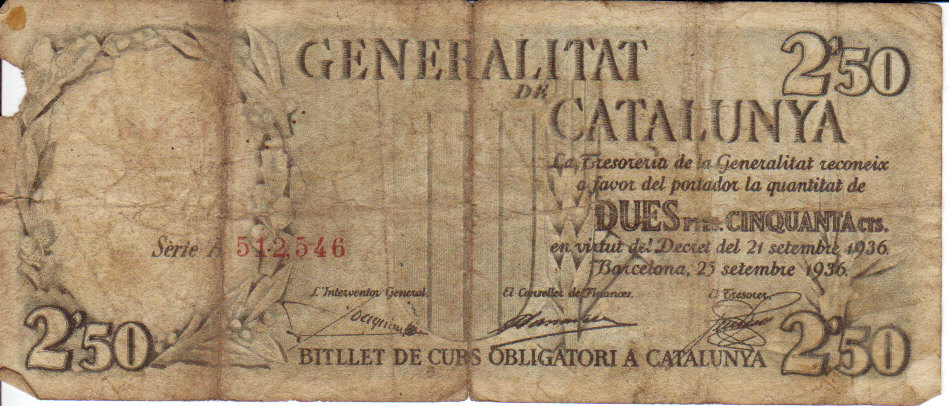
Bitllet emès per la Generalitat republicana el 1936.

- 16 de febrer, Espanya: el Front Popular i el Front d'Esquerres guanyen rotundament les eleccions. Restabliment de l'autonomia de Catalunya i de la Generalitat, suspeses indefinidament l'any anterior.
- 6 d'abril, Barcelona: S'estrena la sarsuela de Pablo Sorozábal La tabernera del puerto, al Teatre Tívoli.[1]
- 14 d'abril, Barcelona: última representació del grup de teatre «La Barraca», creat per Federico García Lorca.[2]
- juliol: fundació del diari Front Popular/Front Antifeixista/Llibertat
- 17 de juliol, Espanya: Els generals Franco, Mola i Goded inicien una sublevació militar, contra el govern legalment escollit de la Segona República. La revolta no reeixirà en derrocar el govern legítim ni la república serà capaç de controlar els sublevats esclatant la Guerra Civil espanyola que assotarà el país durant més de dos anys.
- 21 de juliol, Barcelona:
  - se suspèn l'Olimpíada Popular que s'havia de fer Barcelona a causa de l'aixecament feixista.
  - Lluís Companys, President de la Generalitat, crea el Comitè Central de Milícies Antifeixistes en un intent de controlar, ni que sigui sobre el paper, els nombrosos milicians que s'havien apoderat de les armes dels sublevats.
- 23 de juliol, Barcelona: Es funda el PSUC com a resultat de la fusió de la Unió Socialista de Catalunya, del Partit Comunista de Catalunya, el Partit Català Proletari i la Federació Catalana del PSOE.[3]
- 7 d'agost, Formentera: els republicans ocupen l'illa.
- 20 de setembre, Eivissa i Formentera: els feixistes ocupen aquestes illes.
- 21 d'octubre, Girona: Antònia Adroher esdevé la primera regidora -de Cultura i Propaganda- de l'Ajuntament de Girona.[4]
- 30 d'octubre, Roses (Alt Empordà)ː El creuer Canarias bombardeja des del mar la localitat.[5]
- Publicació del Diccionari de medicina, de Manuel Corachan.
- La capella de la Església Evangèlica de Poblenou és cremada de manera parcial.

Resta del món
- 20 de gener - Regne_Unit: Eduard_VIII_del_Regne_Unit és coronat Rei de la Gran Bretanya, Irlanda i els Dominis Britànics Mars Enllà. El seu mandat durà fins al 11_de_desembre del mateix any.

- 7 de març, Berlín, Tercer Reich: Adolf Hitler ordena ocupar les zones desmilitaritzades de la Renània.
- 18 de març, Turku, Finlàndia: Es descobreix l'asteroide (2020) Ukko
- 5 de maig, Etiòpia: L'exèrcit italià captura Addis Abeba, la capital d'Etiòpia. Es completa la conquesta d'Etiòpia per part de l'exèrcit italià establint-s'hi la colònia d'Abissínia.
- 7 de setembre, Hobart, Austràlia: mor l'últim exemplar conegut de llop marsupial.
- 1 d'octubre, Burgos, Espanya: Franco és nomenat Cap de l'Estat i Generalísimo a la zona controlada pels nacionals.
- 11 de desembre - Regne_Unit: Jordi VI del Regne Unit és coronat Rei de la Gran Bretanya, Irlanda i els Dominis Britànics Mars Enllà, després de l'abdicació del seu germà Eduard VIII.

### Premis Nobel
| Camp                  | Guardonats                                 |
| --------------------- | ------------------------------------------ |
| Física                | - Victor Franz Hess - Carol David Anderson |
| Química               | - Peter Debye                              |
| Medicina o Fisiologia | - Heny Hallet Dale - Otto Loewi            |
| Literatura            | - Eugene O'Neill                           |
| Pau                   | - Carlos Saavedra Lamas                    |

## Naixements
| M/d   | Nom i llinatges         | Activitat          | Origen  | M.   |
| ----- | ----------------------- | ------------------ | ------- | ---- |
| 12/03 | Max Cahner              | editor             | alemany | 2013 |
| 10/18 | Joan Monleon Novejarque | artiste            | valentí | 2009 |
| 02/16 | Joan Piquer i Simón     | cineasta           | valentí | 2011 |
| 11/03 | Takao Saito             | dibuixant de còmic | japonés |      |

Categoria principal: Naixements del 1936
Països Catalans
- 11 de gener - Barcelona: Oriol Regàs i Pagès, promotor cultural, aventurer i empresari català (m. 2011).
- 26 de gener - Barcelona: Coralina Colom i Canillas, actriu, pedagoga i investigadora de la veu parlada enfocada als actors.[6]
- 29 de gener - Sóller, Mallorca: Antoni Serra i Bauçà, escriptor, crític literari i periodista mallorquí (m. 2023).
- 1 de febrer - Sabadellː Aureli Argemí i Roca, teòleg i activista polític català (m. 2024).
- 28 de febrer - Barcelona: Carme Mateu i Quintana, promotora cultural catalana (m. 2018).[7]
- 5 de març - València: Monika Buch, artista valenciana, referent de l'art òptic i cinètic.
- 15 de març - Barcelona: Francisco Ibáñez Talavera, dibuixant català de còmics, creador de Mortadel·lo i Filemó (m. 2023).
- 26 d'abril - Santanyí, Mallorca: Llorenç Vidal i Vidal, poeta mallorquí fundador del "Dia Escolar de la No-violència i la Pau", DENIP).[8]
- 7 de maig, Tarragona: Quimet Sabaté Casanova, pintor.
- 16 de maig, Barcelonaː Dolores Vargas, de sobrenom «la Terremoto», cantant i actriu catalana (m. 2016).[9]
- 24 de maig - Esparreguera: Lluís Llongueras Batlle, perruquer i artista polifacètic català (m. 2023).
- 16 de juny, Mercedes Vilanova Ribas, historiadora contemporània catalana. També pionera de l'escafandrisme.[10]
- 22 de juny - 
  - Barcelona: Gemma Cuervo Igartua, actriu espanyola de teatre, cinema i televisió.[11]
  - Barcelona, Elena Jaumandreu, muntadora cinematogràfica catalana.[12]
  - Barcelona: Ferran Olivella i Pons, futbolista català (m. 2023).
- 10 de juliol - Barcelona: Aurora Pons, destacada ballarina catalana, que fou primera ballarina del Teatre del Liceu (m. 2016).[13]
- 27 de juliol - Barcelona: Josep Termes Ardèvol, historiador català (m. 2011).
- 31 de juliol: Elisenda Ribes i Sallent, actriu catalana de teatre, cinema, televisió i doblatge (m. 2020).[14]
- 5 d'agost, Girona: Carmen Alcalde, periodista i escriptora catalana.[15]
- 30 d'agost - Barcelona: Esther Tusquets Guillén, escriptora i editora catalana en castellà.[16]
- 21 de setembre - Igualada (Anoia): Teresa Gimpera, model i actriu catalana (m. 2024).[17][18]
- 1 d'octubre - Caldes d'Estrac: Magda Bolumar Chertó, artista plàstica catalana, vinculada a les avantguardes artístiques del segle xx.[19]
- 8 d'octubre - Sant Feliu de Guíxols, Baix Empordà: Ricard Masó i Llunes, geògraf, aparellador, polític i activista cultural (m. 2015).
- 15 de novembre: Barcelona: Maria Dolors Renau, psicòloga, pedagoga i política catalana, Creu de Sant Jordi 2011.[20]
- 12 de novembre - Manresa, Bages: Dolors Viladrich i Pascual, compositora de sardanes.[21]
- 23 de desembre - Reus: Aurora Batet, pionera de les dones castelleres.[22]

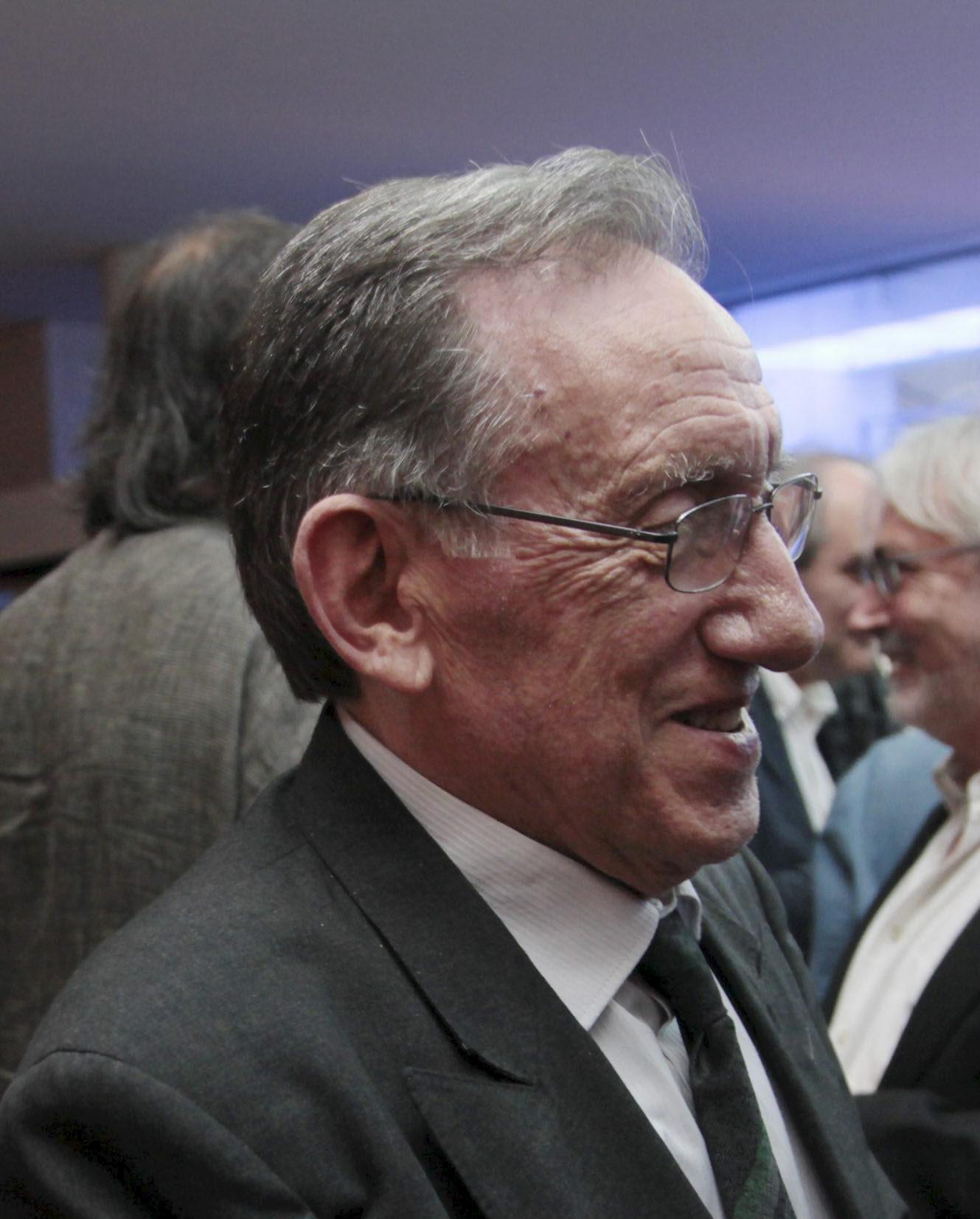
Max Cahner
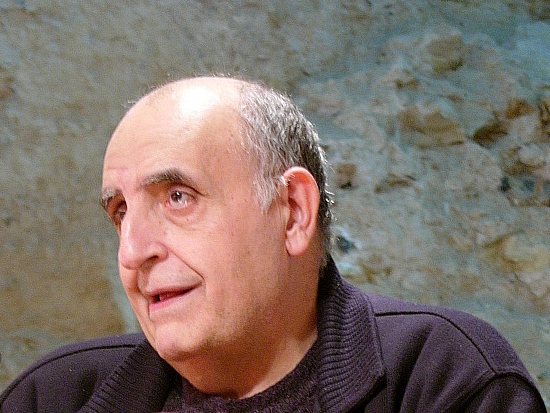
Joan Monleon
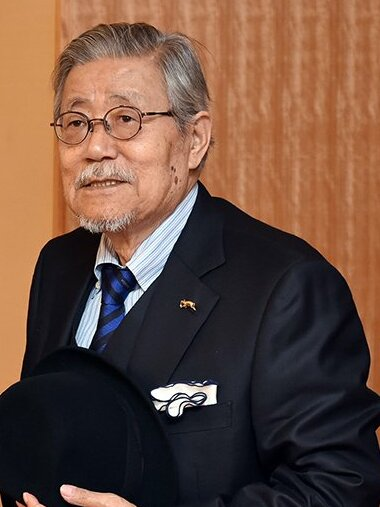
Takao Saito

Resta del món
- 10 de gener - Houston, Texas (EUA): Robert Woodrow Wilson, físic i astrònom nord-americà, Premi Nobel de Física de l'any 1978.
- 11 de gener - Hamburg: Eva Hesse, pintora, escultora i artista tèxtil estatunidenca, pionera en l'ús d'alguns materials (m. 1970).[23]
- 22 de gener - Sioux City, Iowa (EUA): Alan J. Heeger, químic nord-americà, Premi Nobel de Química de l'any 2000.

- 27 de gener - Ann Arbor, EUA: Samuel Chao Chung Ting,  físic nord-americà, Premi Nobel de Física l'any 1976.
- 28 de gener - Gjirokastra: Ismail Kadare, escriptor albanès (m. 2024).
- 5 de febrer - Wuxi, Jiangsu (Xina): Wang Xuan, científic i empresari xinès (m. 2006).[24]
- 17 de febrer - Puerto Bermejo, Argentina: Rodolfo Almirón, policia i activista ultradretà argentí.
- 22 de febrer - York, Pennsilvània (EUA): John Michael Bishop, immunòleg i microbiòleg nord-americà, Premi Nobel de Medicina o Fisiologia de l'any 1989.
- 7 de març - París (França): Georges Perec, escriptor francès (m. 1982).[25]
- 10 de març -
  - Montevideo: Alfredo Zitarrosa, cantant, compositor, poeta, escriptor i periodista uruguaià (m. 1989).[26]
  - Valais, Suïssa: Joseph Blatter, president de la FIFA.
- 11 de març - Gelsenkirchen (Alemanya): Harald zur Hausen, metge alemany, Premi Nobel de Medicina o Fisiologia de l'any 2008.
- 18 de març - Johannesburg, Transvaal: Frederik Willem de Klerk, President del govern sud-africà, Premi Nobel de la Pau de 1993.
- 19 de març - Ostermundigen, Cantó de Berna: Ursula Andress, actriu i sex symbol suïssa dels anys 1960.[27]
- 20 de març - Nova York: Evelyn Fox Keller, física nord-americana, biòloga matemàtica.[28]
- 21 de març - Whakatane: Margaret Mahy, escriptora neozelandesa de llibres per a infants i joves (m. 2012).[29]
- 22 de març - Duncan, Oklahoma: Marilyn Bailey Ogilvie, historiadora nord-americana de la ciència, centrada en el paper de la dona.[30]
- 28 de març - Arequipa (Perú): Mario Vargas Llosa, escriptor peruà, Premi Nobel de Literatura de l'any 2010.
- 29 de març - Broadstairs, Kent, (Anglaterra), Richard Rodney Bennett, pianista, compositor i arranjador britànic.(m. 2012)[31]
- 17 d'abril - Malvern, parròquia de Saint Elizabeth: Verma Panton, arquitecta jamaicana, la primera del Carib anglòfon (m. 2015).
- 22 d'abril - Billstown, Arkansas: Glen Campbell, cantant de pop i country estatunidenc, representatiu dels 1960 i 1970 (m. 2017).[32]
- 24 d'abril, Londres, Anglaterra: Jill Ireland, actriu anglesa (m. 1990).[33]
- 29 d'abril - 
  - Mumbai (Índia): Zubin Mehta, director d'orquestra indi.[34]
  - Avellaneda: Alejandra Pizarnik, poeta i traductora argentina (m. 1972).[35]
- 1 de maig - París, Danièle Huillet, cineasta francesa, autora d'una filmografia lliure i radical (m. 2006).[36]
- 2 de maig - Buenos Aires: Norma Aleandro, actriu, guionista i directora de teatre argentina.[37]
- 11 de maig - Oakland, Califòrnia: Carla Bley, compositora, cantant, saxofonista, teclista i arranjadora estatunidenca.[38]
- 14 de maig - Roma: Franca Bettoia, actriu italiana.[39]
- 21 de maig - Waltersdorf (Alemanya): Günter Blobel, oncòleg i biòleg alemany, Premi Nobel de Medicina o Fisiologia de l'any 1999 (m. 2018).[40]
- 8 de juny - Waltham, Massachusetts (EUA): Kenneth G. Wilson, físic nord-americà, Premi Nobel de Física de l'any 1982 (m. 2013).[41]
- 30 de juny, Cherchell, Algèria francesa: Assia Djebar, escriptora, cineasta i professora universitària algeriana (m. 2015).[25]
- 5 de juliol - Minnigaff, Escòcia: James Mirrlees, economista, Premi Nobel d'Economia de 1936.
- 1 d'agost - Orà, Algèria: Yves Saint-Laurent, dissenyador i empresari francès (m. 2008).[42]
- 16 d'agost - Ferrol: Joaquín Yarza Luaces, historiador de l'art especialitzat en medieval, catedràtic a la Universitat Autònoma de Barcelona (m. 2016).
- 17 d'agost - Paoli, Indiana, Estats Units: Margaret Hamilton, científica computacional i matemática, va desenvolupar el programari de navegació "on board" per al Programa Espacial Apol·lo.[43]
- 20 d'agost - Tòquio (Japó): Hideki Shirakawa, químic japonès, Premi Nobel de Química de l'any 2000.[44]
- 29 d'agost - Coco Solo, Panamà: John McCain, polític estatunidenc (m. 2018).[45]
- 14 de setembre - Whiting, Indiana (EUA): Ferid Murad, farmacòleg nord-americà, Premi Nobel de Medicina o Fisiologia de l'any 1998.
- 2 de setembre - Budapest, Hongria: Andrew Grove, científic hongarès, un dels priers empeats de la companyia nord-americana Intel (m. 2016).
- 24 de setembre -, Greenville, Mississipi,(EUA): Jim Henson,, creador de titelles per a espectacles en televisió i cinema, entre els quals destaquen Barri Sèsam, The Muppet Show i Fraggle Rock.(m. 1990).[46]
- 26 de setembre, Bizana, Sud-àfrica: Winnie Mandela, política sud-africana (m. 2018).[47]
- 29 de setembre - Milà, Regne d'Itàlia: Silvio Berlusconi, polític i empresari italià (m. 2023).[48]
- 3 d'octubre - Nova York (USA): Steve Reich, compositor estatunidenc.[49]
- 5 d'octubre - Praga (Txecoslovàquia): Václav Havel, escriptor i polític txec, President de la República Txeca (1993-2003), Premi Internacional Catalunya 1995 (m. 2011).[50]
- 10 d'octubre - Stuttgart (Alemanya): Gerhard Ertl, físic alemany, Premi Nobel de Química de l'any 2007.
- 11 d'octubre, Rochester (Nova York): Charles Gordon Fullerton, astronauta.
- 13 d'octubre, Viena, Àustria: Christine Nöstlinger, escriptora austríaca (m. 2018).[51]
- 31 d'octubre, Nova York, (EUA): Michael Landon, nascut com a Eugene Maurice Orowitz, actor, escriptor, productor i director estatunidenc (m. 1991).[52]
- 2 de novembre, Humacao: Marta Casals Istomin, nascuda Marta Montañez Martínez, violoncel·lista porto-riquenya.[53]
- 7 de novembre, Pantnewynydd, Gal·les (Regne Unit): Gwyneth Jones, soprano gal·lesa.[54]
- 13 de novembre, Fiesole: Dacia Maraini, escriptora, dramaturga i poetessa italiana.[55]
- 14 de novembre, Còrdova: Josefina Molina, directora de cine, guionista, realitzadora de televisió, novel·lista espanyola.[56]
- 19 de novembre - Hsinchu (Taiwan): Yuan Lee, químic taiwanès, Premi Nobel de Química de l'any 1986.
- 20 de novembre - Nova York: Don DeLillo, escriptor nord-americà.
- 26 de novembre - Londres: Margaret Boden, professora de ciència cognitiva i experta en intel·ligència artificial.[57]
- 28 de novembre - Talence (França): Philippe Sollers, escriptor francès, Premi Médicis de l'any 1961.
- 8 de desembre - Nanquín, Jiangsu (Xina): Zhang Xianliang, assagista, poeta i escriptor xinès (m. 2014).
- 17 de desembre - Buenos Aires (Argentina): Jorge Mario Bergoglio, papa Francesc (m. 2025).[58]
- 25 de desembre - Londres, Regne Unit: Alexandra del Regne Unit, aristòcrata anglesa.
- 31 de desembre - Kolin, Txecoslovàquia: Eva Randová, mezzosoprano txeca.

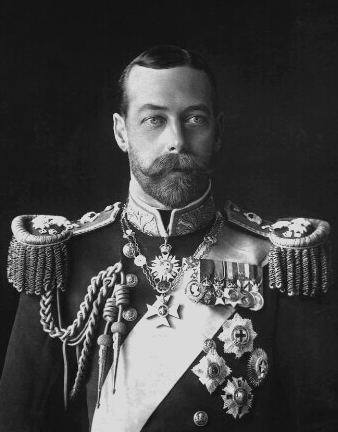
Jordi V

| M/d   | Nom i llinatges        | Activitat | Origen    | M. |
| ----- | ---------------------- | --------- | --------- | -- |
| 01/20 | Jordi V del Regne Unit | monarca   | londinenc | 71 |

 (n. 1865)

## Necrològiques
Països Catalans
- 2 de febrer - Palma: Matilde Escalas i Xamení, compositora, intèrpret i pedagoga mallorquina (n. 1870).[59]
- 10 de febrer - Cambrigde, Massachusetts, Svetlana Alpers, historiadora de l'art estatunidenca, professora, escriptora i crítica d'art.
- 19 de febrer - Barcelona: Dolors Lleonart i Casanovas, una de les primeres metgesses catalanes (n. 1866).[60]
- 21 de març - Sabadell: Joan Sallent i Prat, impressor català.
- 26 de març - Ojinaga: Luz María Aguilar, actriu.
- 30 de març - Londres: Conxita Supervia, mezzosoprano catalana (n. 1895).[61]
- 14 d'abril - Barcelona: Rosa Cazurro i Marcó, actriu catalana (n. 1858).[62]
- 28 d'abril:
  - Barcelona: Josep Badia i Capell, militant d'Estat Català.
  - Barcelona: Miquel Badia i Capell, militant d'Estat Català.
- 5 de maig:
- 15 de juny - Granollers: Francesc Baygual i Bas, industrial tèxtil català.
- 11 de juliol - San Salvador, El Salvador: Prudencia Ayala, escriptora, activista social i política salvadorenca (n. 1885).[63]
- 13 de juliol - Istanbul, Turquia: Fatma Aliye, primera novel·lista turca i pionera del feminisme del seu país (n. 1862).[64]
- 19 de juliol:
  - Barcelona: Apel·les Mestres i Oñós, escriptor, músic, dibuixant català.[65]
  - Barcelona: Ramon Jové i Brufau, metal·lúrgic, militant sindical, una de les primeres víctimes de la guerra civil.
- 20 de juliol - Barcelona: Francisco Ascaso, anarcosindicalista espanyol, militant de la CNT.
- 27 de juliol - Sabadell, Vallès Occidental: Àngel Rodamilans i Canals, monjo de Montserrat, compositor i músic.
- 3 d'agost - Barcelona: Josep Guardiet i Pujol, sacerdot català assassinat el 1936.
- 6 d'agost - Serra del Guadarrama, Madrid, Espanya: Josep Sunyol i Garriga, militant d'Esquerra Republicana de Catalunya i president del Barça, afusellat per les tropes nacionals (n. 1898).
- 17 d'agost - Sabadell: Josep Germà i Homet, industrial licorer, mecenes de la cultura i l'esport i alcalde de Sabadell.
- 24 d'agost - Manresa, Bages: Josep Maria Planes i Martí, periodista i dramaturg català, fou un dels primers impulsors del periodisme d'investigació a Catalunya.
- 25 d'agost: 
  - Martorell, Baix Llobregat: Jaume Ninet i Vallhonrat, fabricant de telers sabadellenc, conegut per haver proclamat la República Catalana a Sabadell el 1931.
  - Sarinyena, Elisa García Sáez, sindicalista, infermera i miliciana durant la guerra civil espanyola, morta al front d'Aragó (n. 1916).[66]
- 5 de setembre - Manacor: Teresa Bellera Cemel, miliciana del batalló femení del PSUC, assassinada a Manacor el 1936 (n. 1916).
- 14 de setembre - Granada: Paulina Ódena García, Lina, militant i dirigent comunista, heroïna de la República. (n. 1911).[67]
- 16 d'octubre - Quatretondeta, Comtat: Matilde Pérez Mollá, primera batllessa d'Espanya en la població de Quatretondeta (n. 1858).
- 20 de novembre - Alacant: José Antonio Primo de Rivera, polític ultradretà fundador de Falange Española.
- 6 de desembre - Barcelona: Ònia Farga i Pellicer, pianista, violinista, compositora, empresària i pedagoga catalana (n. 1878).[68]
- 10 de desembre - Vallés, Costera: Gonçal Vinyes i Massip, sacerdot, poeta i escriptor valencià.
- Gavà: Bartomeu Fabrés i Anglada, metge i polític català.
- Tarragona: Miquel Vilatimó i Costa, filòsof (n. 1890).

Resta del món
- 5 de gener, Santiago de Compostel·la, Galícia: Ramón María del Valle-Inclán, escriptor gallec.
- 18 de gener, Londres: Rudyard Kipling, escriptor britànic (n. 1865).
- 23 de gener, North Stoke, Oxfordshire, Anglaterra: Clara Butt, cèlebre contralt britànica (n. 1872).[69]
- 27 de febrer, Leningrad, URSS: Ivan Pàvlov, fisiòleg i psicòleg rus, Premi Nobel de Medicina o Fisiologia de 1904 (n. 1849).
- 28 de febrer, Tunis, Tunisia): Charles Nicolle, metge i microbiòleg francès, Premi Nobel de Medicina o Fisiologia de 1928 (n. 1866).
- 29 de febrer, Slesvig: Christian Jensen, professor i estudiós de la cultura i de les tradicions de la Frísia septentrional.
- 27 de març, Amsterdam: Christine Buisman, botànica i micòloga neerlandesa dedicada a les malalties de l'om (n. 1900).[70]
- 8 d'abril:
  - Praga Božena Benešová, escriptora txeca
  - Uppsala, Suècia: Robert Bárány, metge austríac, Premi Nobel de Medicina o Fisiologia de l'any 1914 (n. 1876).[71]

- 5 de maig, Viena, Marianne Hainisch, fundadora i presidenta del moviment de dones d'Àustria (n. 1839).[72]
- 24 de maig, Romaː Claudia Muzio, soprano lírica italiana (n. 1889).[73]
- 28 de maig, Neu-Isenburg, Alemanya: Bertha Pappenheim, feminista austríaca jueva, defensora dels drets de la dona i el nen (n. 1859).[74]
- 7 de juny, Buenos Airesː Lola Mora, destacada escultora de l'Argentina (n. 1866).[75]
- 20 de juny, Hertford: Margaret Jane Benson, botànica i professora d'universitat britànica (n. 1859).[76]
- 18 de juliol, Baiona: Antonia Mercè i Luque, La Argentina, ballarina i coreògrafa argentina (n. 1890).[77]
- 20 de juliol, Estoril, Portugal: José Sanjurjo Sacanell, general espanyol revoltat poques hores abans contra el govern de la Segona República Espanyola.
- 30 de juliol, Madrid: Joaquín Abati y Díaz, llibretista de sarsueles.
- 4 d'agost, Edimburg: Phoebe Anna Traquair, artista irlandesa, il·lustradora i brodadora, vinculada al moviment Arts and Crafts (n. 1852).[78]
- 15 d'agost, Roma, Regne d'Itàlia: Grazia Deledda, novel·lista italiana, Premi Nobel de Literatura de 1926 (n. 1871).[79]
- 18 d'agost, 
  - entre Víznar i Alfacar, Granada: Federico García Lorca, escriptor de la Generació del 27.[80]
  - Rábade, Lugo: Juana Capdevielle, intel·lectual i bibliotecària espanyola assassinada pels revoltats en la Guerra Civil (n. 1905).[81]
- 19 d'agost: Harry Plunket Greene, bariton.
- 25 d'agost:
  - Sarinyena: Elisa García Sáez, sindicalista, infermera i miliciana durant la Guerra Civil espanyola.
  - Moscou (Rússia): Lev Kàmenev (en rus: Лев Бори́сович Ка́менев),revolucionari bolxevic i un preeminent polític soviètic (n. 1883).[82]
- 7 de setembre, 
  - Fuendejalón, Saragossa: María Domínguez Remón, periodista, poetessa i política republicana; primera alcaldessa democràtica de la Segona República Espanyola, afusellada per les tropes franquistes a l'inici de la Guerra Civil (n. 1882).[83]
  - Quintana del Puente, Palència: Isabel Esteban Nieto, mestra republicana assassinada als inicis de la Guerra civil (n. 1893).[84]
- 16 de setembre: Mor ofegat a Islàndia, juntament amb 38 dels seus companys, el científic francès Jean-Baptiste Charcot quan naufraga el vaixell Pourquoi Pas.[85]
- 17 de setembre, Miribel-les-Échelles, França: Henry Louis Le Châtelier, químic francès.
- 11 d'octubre, Zamora: Amparo Barayón, anarquista espanyola, afusellada en la G. Civil.[86]
- 15 d'octubre, París: Laure de Chevigné, salonnière i socialité francesa del s XIX (n.1859).[87]
- 19 d'octubre, Xangai (Xina): Lu Xun (xinès tradicional: 鲁迅; xinès simplificat: 鲁迅; pinyin: Lǔ xun), pseudònim de Zhou Shuren (xinès tradicional: 周树人; xinès simplificat: 周树人; pinyin: Zhōu Shùrén) fou un dels principals escriptors xinesos del segle xx (n. 1881).[88]
- 20 de novembre, Madrid, Espanya: Buenaventura Durruti, anarcosindicalista espanyol, militant de la CNT.
- 1 de desembre, Madrid, Espanya: Hans Beimler, polític i milicià comunista alemany, militant de les Brigades Internacionals.
- 10 de desembre, Roma (Itàlia): Luigi Pirandello, dramaturg italià, Premi Nobel de Literatura de 1934 (n. 1867).[89]
- 31 de desembre, Salamanca: Miguel de Unamuno, escriptor i filòsof espanyol (n. 1864).
- Berlín: Eugene Tetzel, compositor.